# 宇佐美-網代バイパス
宇佐美-網代バイパス（うさみあじろバイパス）は、静岡県の伊東市宇佐美から熱海市網代までの間にある国道135号のバイパス道路（全長1.9km）である。

## 概要
- 起点 : 静岡県伊東市宇佐美
- 終点 : 静岡県熱海市網代
- 全長 : 1,925m
- 幅員 : 11.0m
- 車線 : 2車線
- 主要構造物
  - 朝日橋(92m)鋼バン桁 + 上路トラス橋
  - 朝日大橋(264m)5径間連続PC偏断面箱桁橋
  - 立岩トンネル(284m)

宇佐美側の1.1kmと網代側の0.8kmについて、国道135号の狭隘区間を解消する目的で建設された。両区間は直線距離にして2km以上離れており、その間は従来からの国道135号を通行することになっている。完成により旧道の通行は出来なくなったので、国道135号の現道となっている。

### 宇佐美工区
宇佐美工区では、1925年（大正14年）に建設された宇佐美隧道（全長114m、幅員5m、高さ4m、高さ制限3.6m）にかわり、新宇佐美トンネル（全長710.9m、幅員7.5m、高さ4.7m）が1993年3月に建設された。宇佐美随道を含む旧道はトンネル南側の一部を除く廃道となっており、新宇佐美トンネルが国道135号の現道となっている。
なお、新宇佐美トンネル北側に隣接する御石ヶ沢トンネルも、1974年（昭和49年）7月にバイパスとして建設されたトンネルで、旧道は廃道となっている。

### 網代地区
網代地区では、1932年6月に建設された網代隧道（全長292m）が幅員5.5mで高さ制限も4m以下とされていたことから、大型車のすれ違いが出来ず、交互通行を強いられ渋滞が発生していた。そこで、橋梁とトンネルを新規に建設して、代わりの道路とすることになった。この地区では、朝日大橋(264m)、立岩トンネル(284m)、朝日橋(92m)が建設され、2005年に全長815mにわたる網代バイパスが建設された。この区間には、網代パノラマバイパスという愛称が付けられている。旧道である網代随道は、車両の通行ができないようになっており、国道135号は、網代パノラマバイパスに代わられた。
なお、網代随道も、北伊豆地震で寸断していた海沿いの伊豆網代灯台を通る旧旧道の代わりに、1932年6月に建設された道路である。また、網代パノラマバイパス北側に隣接する新網代トンネルも、網代旭町を通過していた旧国道を迂回させるバイパスとして1969年（昭和44年）に建設されたものである。

## 沿革
- 1988年度 : 事業化
- 1990年度 : 新宇佐美トンネル着工
- 1993年 : 新宇佐美トンネル完成供用。網代バイパス事業化。
- 2000年 : 朝日大橋着工
- 2003年 : 立岩トンネル着工
- 2005年11月18日 : 網代バイパス供用開始